# 烏盧代雷
烏盧代雷是土耳其的城鎮，由舍爾納克省負責管轄，位於該國東南部，毗鄰與伊拉克接壤的邊境，面積731平方公里，受大陸性氣候影響，2008年人口11,030。